# Голованевск (посёлок)
Голова́невск (укр. Голованівськ) — посёлок в Голованевской поселковой общине Голованевского района Кировоградской области Украины.
Население по переписи 2001 года составляло 800 человек. Почтовый индекс — 26500. Телефонный код — 5252. Код КОАТУУ — 3521455101.